# Tiroloscia esterelana
Tiroloscia esterelana är en kräftdjursart som först beskrevs av Karl Wilhelm Verhoeff 1918.  Tiroloscia esterelana ingår i släktet Tiroloscia och familjen Philosciidae. Inga underarter finns listade i Catalogue of Life.